# باري هنتر
باري هنتر (بالإنجليزية: Barry Hunter)‏ (18 نوفمبر 1968 بكوليرين في المملكة المتحدة - ) هو مدرب كرة قدم ولاعب كرة قدم أيرلندي شمالي في مركز الدفاع. شارك مع منتخب أيرلندا الشمالية لكرة القدم. أما مع النوادي، فقد لعب مع بورتاداون وروشدين ودايموندز ونادي ريدنغ ونادي ريكسهام ونادي ساوثيند يونايتد ونادي كروسيدرز.

## مسيرته الكروية
لعب باري هنتر خلال مسيرته الاحترافية مع 6 أندية في ستة عشر موسمًا وسجل خلالها 17 هدفًا ضمن 297 مباراة. ولم يفز بأي موسم بالكأس أو بالدوري.
خاض باري هنتر مسيرته مع نادي كروسيدرز في موسم 1992–93 لمدة موسم واحد، لم يشارك في أي مباراة ولم يسجل أي هدف. ثم انتقل إلى نادي ريكسهام في موسم 1993–94 واستمر معه طيلة ثلاثة مواسم، حيث شارك في 91 مباراة سجل خلالها 4 أهداف. لينتقل بعدها إلى نادي ريدنغ في موسم 1996–97 في المرة الأولى واستمر معه طيلة ثلاثة مواسم ثم في موسم 1999–00 ولمدة موسمين، مشاركًا طوالها في 84 مباراة سجل خلالها 4 أهداف أيضًا. ثم انتقل إلى نادي ساوثيند يونايتد في موسم 1998–99 لمدة موسم واحد، مشاركًا في 5 مباريات سجل خلالها هدفين. هذا وانتقل لاحقًا إلى نادي روشدين ودايموندز في موسم 2001–02 ليلعب معه خمسة مواسم، مشاركًا في 112 مباراة سجل خلالها 7 أهداف. ثم انتقل بعدها إلى نادي بورتاداون في موسم 2006–07 لمدة موسم واحد، مشاركًا في 5 مباريات ولم يسجل أي هدف.

## وصلات خارجية
- باري هنتر على موقع الاتحاد الأوربي (الإنجليزية)
- باري هنتر على موقع قاعدة بيانات كرة القدم.إي يو (الإنجليزية)
- باري هنتر على موقع ناشيونال فوتبول تيمز (الإنجليزية)
- باري هنتر على موقع Soccerbase.com (لاعب) (الإنجليزية)
- باري هنتر على موقع Soccerbase.com (مدرب) (الإنجليزية)